# داستان خانواده ترپ
داستان خانوادۀ ترپ (به ژاپنی: トラップ一家物語، به انگلیسی: Trapp Family Story) یک مجموعۀ تلویزیونی انیمه ۴۰ قسمتی است که توسط استودیو نیپون انیمیشن ساخته شده‌است. پخش آن از ۱۳ ژانویه ۱۹۹۱ در شبکه فوجی تلویژن آغاز شده و تا ۲۸ دسامبر ۱۹۹۱ ادامه داشته‌است.

## خلاصه داستان
ماریا در سنین کودکی والدینش را از دست داد و از آن زمان تاکنون دوران سختی را پشت سر گذاشته است. ماریا در راه بازگشت از سفر فارغ‌التحصیلی‌اش از مدرسه‌ی معلمان، ناگهان تصمیم گرفت راهبه شود و به سالزبورگ آمد . او از صومعه نونبرگ بازدید کرد، که به او گفته شده بود سخت‌گیرترین صومعه در کشور است و پس از درخواست، به عنوان یک راهبه تازه‌کار پذیرفته شد. با این حال، بی‌توجهی ماریا به آداب و رسوم و قوانین به تدریج او را به یک مشکل در صومعه تبدیل می‌کند. روزی، ماریا به مدت نه ماه به عنوان معلم سرخانه برای دختر دومش، ماریا، به خانه سرهنگ فون ترپ، یک قهرمان و اشراف‌زاده اتریشی، فرستاده شد . در ابتدا، این هفت کودک گوشه‌گیر و سرکش هستند، اما به تدریج با ماریا که معصوم و صادق است، ارتباط برقرار می‌کنند. گئورگ همچنین جذب ماریا می‌شود.